# Voie du milieu
« Voie médiane » redirige ici. Pour la proposition de négociations du dalaï-lama avec la Chine, voir Voie médiane (Umaylam).
La voie du milieu, voie médiane ou voie moyenne (pali : majjhimā-patipadā ; sanskrit : madhyamā-pratipad) est dans le bouddhisme le terme utilisé par Siddhartha Gautama dans son premier sermon qui se réfère au Noble Chemin octuple, voie évitant les extrêmes, qui mène à l'éveil et à la libération de la souffrance.
L'école Mādhyamika, à travers Nāgārjuna, a développé une conception métaphysique de cette voie du milieu.

## Entre complaisance et mortification
Le terme de voie médiane s'enracine dans le récit de la vie de Gautama Bouddha. Celui-ci a connu deux excès : il a d'abord vécu, comme prince, dans un palais, et a observé la complaisance sensuelle, l'attachement aux sens. Cet extrême serait celui de la recherche avide de plaisirs matériels.
Puis, Gautama Bouddha pratiqua les « austérités », l'ascétisme. Mais frôlant la mort, en y réchappant de justesse, il abandonna également ces pratiques (ses compagnons d'alors comprirent ce revirement comme abandon, défaite, et le laissèrent seul).
Ce n'est qu'après que Gautama Bouddha aurait atteint l'illumination, le nirvāna. Le premier sermon  du Bouddha, consigné dans le Dhammacakkappavattana sutta, annonce cette voie du milieu en tant que quatrième noble vérité qui correspond au Noble Chemin octuple : « Et quelle est, moines, cette Voie du milieu que le Tathagata a découverte et qui prodigue la vision, qui donne la connaissance, qui conduit à la quiétude, à la  connaissance directe (Abhijñā), à l'éveil et à l'émancipation ? Ce n'est que le Noble Sentier Octuple ».
La voie du milieu signifie donc qu'il faut éviter les extrêmes pour atteindre l'illumination.

## Bouddhisme theravâda
Selon le Visuddhimagga : « La discipline (sīla) consiste à rejeter l'attitude extrême que représente l'attachement aux plaisirs sensoriels. La concentration (samādhi) consiste à rejeter l'autre attitude extrême : la pratique des mortifications. La sagacité (paññā) consiste à suivre la voie du milieu » (voir aussi : noble sentier octuple).
Certaines approches du bouddhisme theravada recommandent de s'astreindre aux dhutangas. Le jeûne est parfois pratiqué.
Ajahn Chah présente l'expression de voie du milieu comme une image : le bouddhiste tend à abandonner le désir, tant amour que haine, ou, en termes plus précis, tant attachement (rāga) que aversion (dveṣa). Les deux attitudes à éviter sont dans ce cas deux attitudes psychiques déterminées par une intention. On reconnait là l'enseignement du karma comme conséquence d'une volition (cetanā) - la pensée détermine la fructification karmique de l'acte - ou, selon les mots d'enfant : « c'est l'intention qui compte ».

## École Mādhyamika
Le madhymika étend le concept de voie médiane à sa conception du monde, rejetant les extrêmes qui consistent tantôt à affirmer l'existence intrinsèque du réel, tantôt à la nier. Il n'y a que « vacuité », c'est-à-dire coproduction en dépendance, ou coproduction conditionnée : non pas « cela est [dans l'absolu] » ou « cela n'est pas [dans l'absolu] », mais « si ceci apparaît, alors cela apparaît ». Ici la voie médiane dépasse le cadre de simple pratique, travail sur soi, effort de connaître son esprit, pour s'affirmer comme raison philosophique et non-dualité. La connaissance, comprise comme lucidité sur son propre aveuglement, est voie médiane.

## La voie médiane du dalaï-lama
L'expression « voie médiane (Umaylam) » (དབུ་མའི་ལམ།, Umaylam) se réfère aussi de nos jours aux tentatives de négociations de la question du Tibet par le dalaï-lama avec la Chine.